# Super Friends: The Legendary Super Powers Show
Super Friends: The Legendary Super Powers Show is een Amerikaanse animatieserie gebaseerd op de Justice League-strips van DC Comcis. De serie is liep van 1984 tot 1985. Het is de 7e incarnatie van de Super Friends series, geproduceerd door Hanna-Barbera.

## Achtergrond
De serie bestond per aflevering uit twee verhalen van elk 10 minuten. De hoofdplots draaien vaak om de strijd van de Super Friends tegen Darkseid.
In tegenstelling tot de vorige series werd deze serie ondersteund door een speelgoedlijn. Dit speelgoed werd geproduceerd door Kenner. Tevens publiceerde DC Comics een kort lopende stripserie gebaseerd op de televisieserie.

## Personages

### Super Friends/Justice League of America
| - Superman - Batman - Robin - Wonder Woman - Aquaman |  | - the Flash - Green Lantern - Hawkman - Firestorm - Black Vulcan |  | - Apache Chief - Samurai - El Dorado - Wonder Twins - Gleek |

### Schurken
| - Darkseid - Kalibak - Desaad - Brainiac |  | - Mirror Master - Lex Luthor - Mister Mxyzptlk - The Robber Baron and Sleeves - The Dollmaker |

## Cast
- Danny Dark – Superman
- Adam West – Batman
- Constance Cowlfield – Wonder Woman
- Casey Kasem – Robin
- William Callaway – Aquaman
- Stanley Ralph Ross – Brainiac
- Frank Welker – Darkseid
- Mark L. Taylor – Firestorm
- Stan Jones – Lex Luthor
- Jack Angel – Samurai
- Fernando Escanon – El Dorado
- Buster Jones – Black Vulcan
- Michael Rye – Apache Chief

## Afleveringen
1. The Bride Of Darkseid (1)
2. The Bride Of Darkseid (2)
3. The Case Of The Shrinking Superfriends
4. The Mask Of Mystery
5. Mr. Mxyzptlk And The Magic Lamp
6. No Honor Among Thieves
7. Uncle Mxyzptlk
8. The Village Of Lost Souls
9. The Royal Ruse
10. The Wrath of Brainiac
11. The Case Of The Dreadful Dolls
12. Darkseid's Golden Trap (1)
13. Darkseid's Golden Trap (2)
14. Reflections In Crime
15. The Curator
16. The Island of the Dinosoids